# Ana de Miguel
Ana de Miguel Álvarez (Santander, Cantabria, 26 de octubre de 1961) es una filósofa y feminista española. Desde el año 2005 es profesora titular de Filosofía Moral y Política en la Universidad Rey Juan Carlos de Madrid. Dirige el curso de "Historia de las Teorías Feministas" del Instituto de Investigaciones Feministas de la Universidad Complutense de Madrid.

## Biografía
Estudió Filosofía en la Universidad de Salamanca y se doctoró en la Universidad Autónoma de Madrid.
En 1984 realizó su tesina sobre Marxismo y feminismo en Alexandra Kollontai
Su tesis doctoral se titula "Elites y participación política en la obra de John Stuart Mill".
También ha realizado trabajos de investigación sobre las relaciones entre feminismo y marxismo, sobre Flora Tristán y sobre el feminista egipcio Qasim Amin.
De 1993 a 2005 trabajó como profesora titular de Sociología del Género en la Universidad de La Coruña. En el año 2005 se incorporó a la Universidad Rey Juan Carlos de Madrid como profesora titular de Filosofía Moral y Política.

### Investigación feminista
Fue miembro del Seminario Feminismo e Ilustración creado por la filósofa Celia Amorós impartido desde 1987 hasta 1994 en la Universidad Complutense de Madrid. El Seminario se transformó en el Proyecto de Investigación I+D Feminismo, Ilustración y Postmodernidad (1995-1999). Con el trabajo realizado en esta investigación sumado a los estudios realizados en torno al curso Historia de la Teoría Feminista, iniciado en 1990/91 desde el Instituto de Investigaciones Feministas de la Universidad Complutense de Madrid y dirigido desde el año 2005 por Ana de Miguel, se publicaron los tres volúmenes titulados Teoría Feminista. De la Ilustración a la globalización (Celia Amorós y Ana de Miguel (Eds), Minerva Ediciones, Madrid, 2005).
En 2012 fue directora del Máster "Estudios Interdisciplinares de Género" de la Universidad Rey Juan Carlos de Madrid (2012-2013).
Entre las contribuciones más importantes de su pensamiento cabe situar la reconstrucción de la genealogía feminista como teoría crítica y el análisis de las trampas de las sociedades patriarcales.
En la actualidad trabaja sobre el feminismo como movimiento social y su construcción de nuevos marcos teóricos de interpretación de la realidad. A este respecto, ha distinguido entre las políticas de redefinición de la realidad y las políticas reivindicativas. Sus últimas publicaciones se centran en la búsqueda de claves para comprender cómo se reproduce la desigualdad de género en las sociedades formalmente igualitarias, especialmente entre los jóvenes, sobre el marco teórico de la violencia de género  y sobre la prostitución como "escuela de desigualdad humana".

### Neoliberalismo sexual
En su obra Neoliberalismo sexual, De Miguel denuncia la ideología neoliberal que tiene como objetivo convertir la vida en mercancía, incluso a los seres humanos. Considera que la conversión de los cuerpos de las mujeres en mercancía es el medio más eficaz para difundir y reforzar esta ideología y que la industria del sexo está conectada con ello.
En enero de 2016 recibió el Primer Premio ex aequo en la modalidad de Artes y Humanidades del Consejo Social a la excelencia investigadora de la Universidad Rey Juan Carlos. En febrero fue distinguida con el premio Comadre de Oro que otorga anualmente la Tertulia Feminista Les Comadres. En mayo de 2016 el trabajo fue reconocido con el Premio Ángeles Durán de Innovación Científica en el Estudio de las Mujeres y del Género otorgado por el Instituto Universitario de Estudios de la Mujer de la Universidad Autónoma de Madrid.

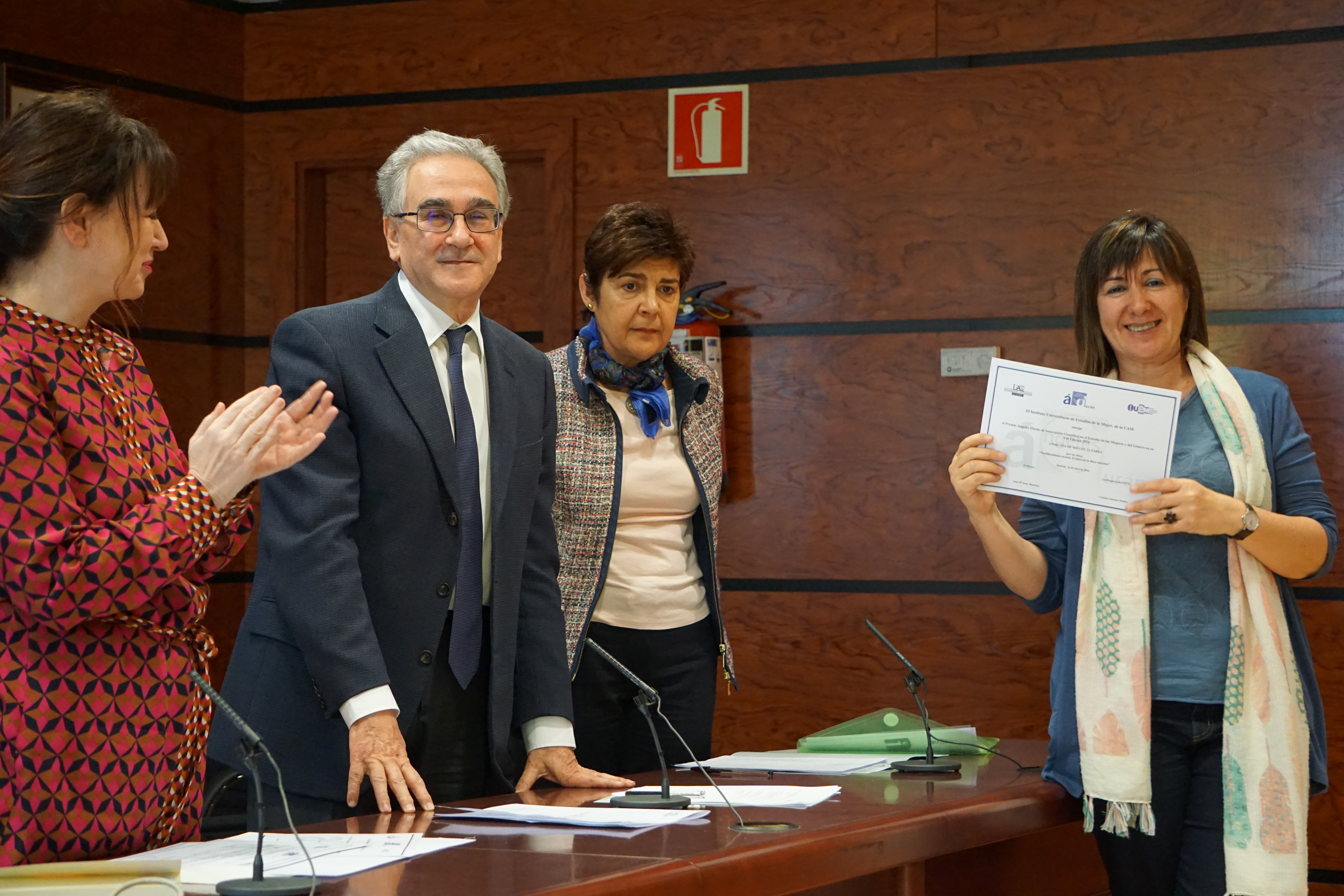
Ana de Miguel recibe el Premio Ángeles Duran IUEM 2016 - Universidad Autónoma de Madrid

## Premios
- 2015 Primer Premio ex aequo en la modalidad de Artes y Humanidades del Consejo Social a la excelencia investigadora de la Universidad Rey Juan Carlos.
- 2016 Comadre de Oro otorgado por la Tertulia Feminista Les Comadres.
- 2016 Accésit al XXIII Premio de Divulgación Feminista Carmen de Burgos por el artículo 'La prostitución de mujeres, el harén democrático', publicado en 'El Huffington Post' el 20 de enero de 2015[14]
- 2016 Premio Ángeles Durán de Innovación Científica en el Estudio de las Mujeres y del Género. (7 edición) Instituto Universitario de Estudios de la Mujer. Universidad Autónoma de Madrid.
- 2017 Categoría Nacional de los Premios Mujeres Progresistas, otorgado por la Federación de Mujeres Progresistas.[15]
- 2017 Premio El Club de las 25, otorgado por la asociación feminista El Club de las 25
- 2019 Premio 8 de Marzo, otorgado por el Ayuntamiento de Getafe y el Consejo Sectorial de Mujer e Igualdad de Getafe.[16][17]
- 2024 Premio Mujeres Progresistas de Retiro por sus aportaciones a la Teoría Feminista desde la Filosofía.[18]

## Publicaciones

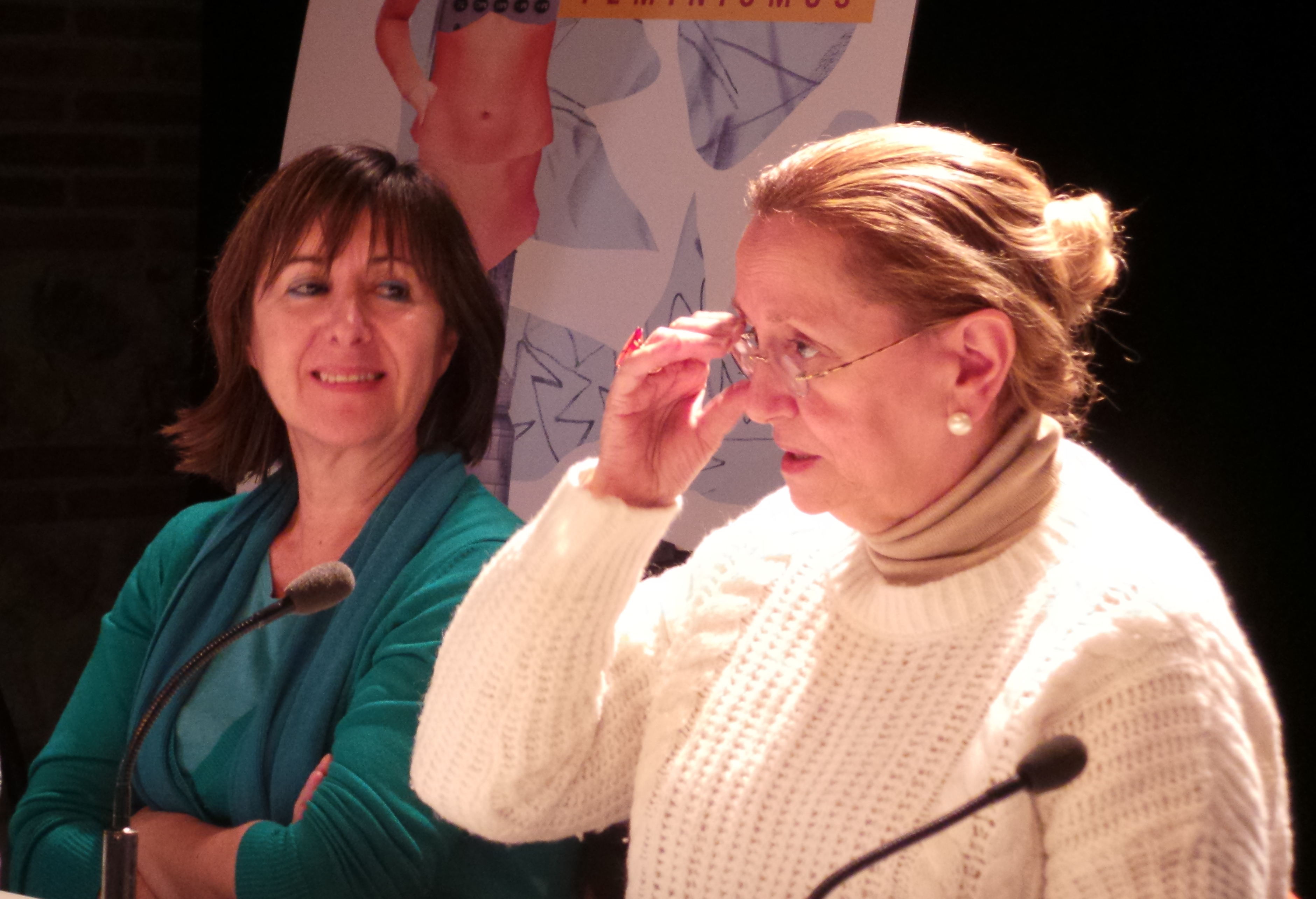
Amelia Valcárcel y Ana de Miguel en la presentación del libro "Neoliberalismo sexual. El mito de la libre elección. Madrid 24 de noviembre de 2015

### Libros
- (2021): Ética para Celia. Contra la doble verdad. S.A. Ediciones B.
- (2017): Nuño Gómez, Laura y De Miguel Álvarez, Ana (dirs.), Fernández Montes, Lidia (coord.), Elementos para una teoría crítica del sistema prostitucional, Granada, Editorial Comares.
- (2015): Neoliberalismo sexual. El mito de la libre elección, Madrid, Cátedra.
- (2005): Celia Amorós y Ana de Miguel (eds.),  Teoría feminista. De la Ilustración a la globalización  (3 vols.), Madrid, ediciones Minerva.
- (2002): O feminismo ontem e hoje, Lisboa, Ela por Ela.
- (2001): Alejandra Kollontai, Madrid, ediciones del Orto.
- (1994): Cómo leer a John Stuart Mill, Madrid, Júcar.
- (1993): Marxismo y feminismo en Alejandra Kollontai, Madrid, Universidad Complutense de Madrid-Comunidad Autónoma Madrid.

### Ediciones, prólogos y traducciones
- (2019) Prólogo a la obra de  María Ávila Bravo-Villasante, La máquina Reaccionaria. La guerra declarada a los feminismos. Valencia, Tirant lo Blanch.
- (2015) Edición de la obra de Alejandra Kollontai Autobiografía de una mujer sexualmente emancipada y otros textos sobre el amor, en horas y Horas, Madrid.

- (2013) Prólogo a la obra de E. Bosch, V. Ferrer et al El amor como coartada, Barcelona Anthropos.
- (2012) Prólogo a la obra de Gladys Rocío Ariza Sosa De inapelable a intolerable: violencia contra las mujeres en sus relaciones de pareja en Medellín, Universidad Nacional de Colombia, Bogotá.
- (2011) Introducción a la obra John Stuart Mill, El voto y la prostitución, Castilla-La Mancha, ed. Almud
- (2010) Prólogo a la obra El mito del varón sustentador, de Laura Nuño, Barcelona, Icaria.
- (2006) Coordinación e Introducción del monográfico Perspectivas feministas en la España del siglo XXI
- (2006) Labrys n.º 10. Dossier España Études féministes/estudos feministas, Universidad de Brasilia
- (2005) Prólogo a la obra El sometimiento de las mujeres, de John Stuart Mill. Madrid, Edaf.
- (2003) Coautora: Introducción y selección de textos de la obra Flora Tristán, Feminismo y socialismo. Antología, Madrid, Los Libros de la Catarata.
- (2000) Edición crítica, introducción y cotraducción de la obra de William Thompson y Anna Wheleer La demanda de la mitad de la raza humana, las mujeres (1825), editada en (2000) Granada, Editorial Comares.

### Artículos de revistas y capítulos de libros

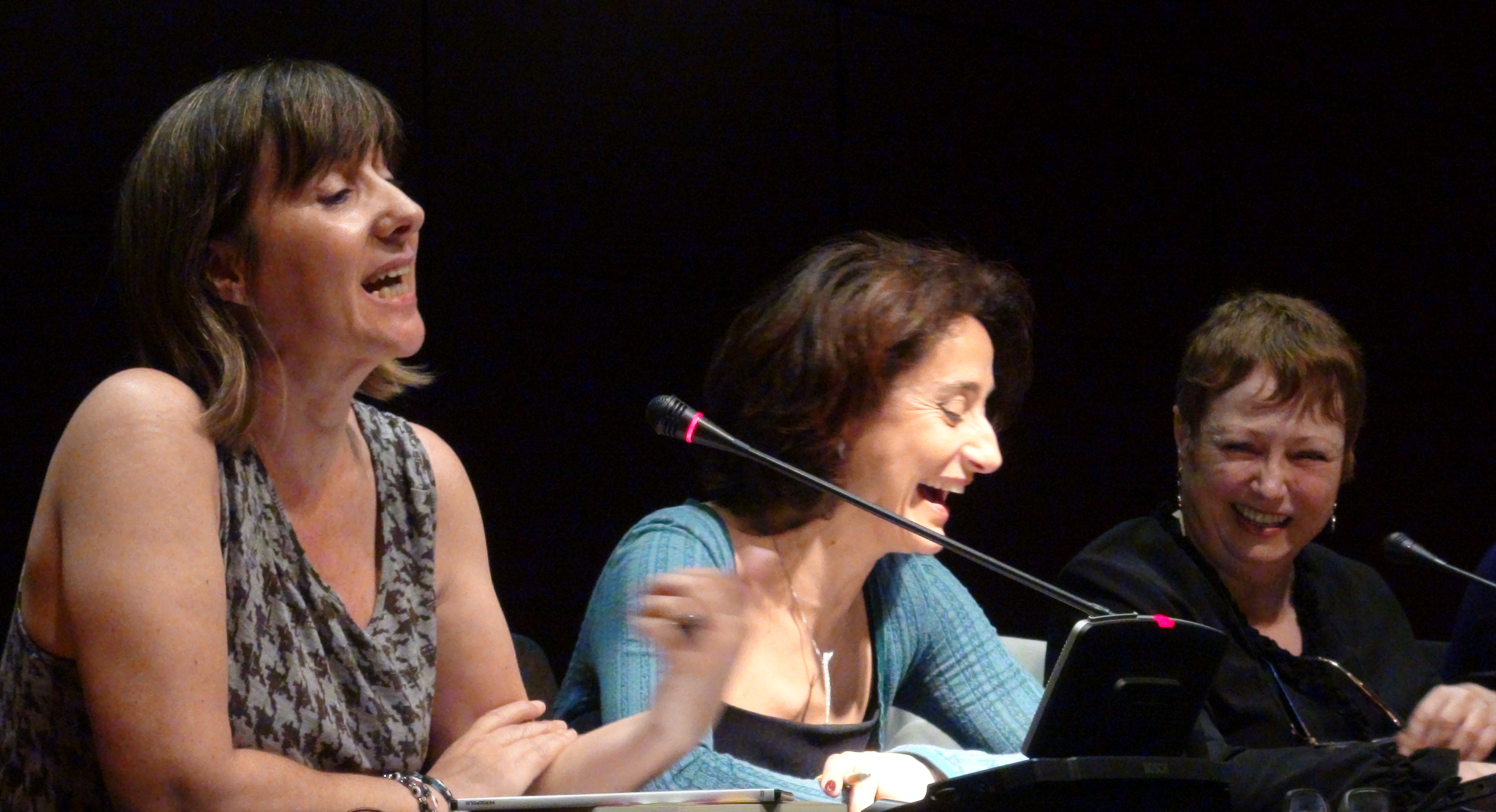
Ana de Miguel, Marian López Fdez Cao y Celia Amorós Mesa redonda 20 Aniversiario del Curso de Historia Feminista, junio de 2011

- (2025)  50 años de feminismo en España y América Latina coordinación e introducción Ana de Miguel Álvarez, Alicia Miyares, Seminario Interdisciplinar de Estudios de las Mujeres de la Universidad de León[19]
- (2020) "Sobre la pornografía y la educación sexual: ¿puede "el sexo" legitimar la humillación y la violencia?" Gaceta Sanitaria
- (2016) (Coautora Laura Garcia-Favaro) “¿Pornografía feminista, pornografía antirracista y pornografía antiglobalización? Para una crítica del proceso de pornificación cultural”, Labrys, études féministes/ estudos feministas , n.º 29, junio-diciembre de 2016. ISSN 1676-1951
- (2014) “La dialéctica de la teoría feminista: lo que nos une, lo que nos separa, lo que nos ha hecho avanzar”, Daimon, Revista Internacional de Filosofía, 2014.
- (2014) “La teoría crítica feminista como marco de visibilidad de los derechos de las mujeres” en Frónesis. Revista de Filosofía Jurídica, social y política, vol. 21, n.º 1, 2014.
- (2013) “Mitos legitimadores de la violencia patriarcal” en Ángela Figeruelo et al (dirs.) Violencia de género e igualdad, Granada, Comares,
- (2012) “La prostitución de mujeres, una escuela de desigualdad humana”, en Revista Europea de Derechos Fundamentales, n.º 19, primer semestre (Reeditado en Dilemata, Revista Internacional de Éticas Aplicadas).
- (2011) “Participación, deliberación y excelencia. En torno a la filosofía política de John Stuart Mill, en Isegoría. Revista de Filosofía moral y Política, n.º 44, págs.. 73-88
- (2011) (coautora Eva Palomo) “Los inicios de la lucha feminista contra la prostitución: políticas de redefinición y políticas activistas en el sufragismo inglés”, Revista Brocar, n.º 35 (Universidad de la Rioja).
- (2010): “Simone de Beauvoir en la genealogía feminista. La fuerza de los proyectos frente a `la fuerza de las cosas´´”, en Investigaciones Feministas (UCM), vol. 0, pp. 121-136.
- (2008): Feminismo y juventud en las sociedades formalmente igualitarias”, en Revista de Estudios de Juventud,  n.º 83, diciembre de 2008.
- (2008): "Movimientos sociales: dimensiones filosófico-políticas" en Fernando Quesada (ed.) Ciudad y ciudadanía. Senderos contemporáneos de filosofía política, Madrid, Editorial Trotta.
- (2008): "La violencia contra las mujeres. Tres momentos en la construcción del marco feminista de interpretación", en Isegoría. Revista de Filosofía Moral y Política, Instituto de Filosofía-CSIC, n.º 38.
- (2008): "Movimientos sociales y polémicas feministas en el siglo XIX: fundamentos ideológicos y materiales" en Alicia Puleo (ed.) El reto de la igualdad de género. Nuevas perspectivas en Ética y Filosofía Política, Madrid, Biblioteca Nueva.
- (2007): "El proceso de redefinición de la violencia contra las mujeres: de drama personal a problema político" en Daimon. Revista de Filosofía, n.º 42, 71-82.
- (2007): "Hacia una sociedad paritaria", Ángela Sierra y Mª del Pino de la Nuez *(eds.), Democracia paritaria, Barcelona, Laertes.
- (2007): "El feminismo de Quasim Amin: entre los derechos humanos y el progreso social," en Celia Amorós y Luisa Posada Kubissa (eds.) Feminismo y Multiculturalismo, Madrid, Instituto de la Mujer.
- (2007): "El movimiento feminista y la construcción de marcos de interpretación: praxis cognitiva y redes de acción colectiva", en V. Ferrer y E. Bosch (eds.) Los feminismos como herramientas de cambio social, Universitat de les Illes Balears, Palma de Mallorca.
- (2005): "La construcción de un marco feminista de interpretación: la violencia de género", Cuadernos de Trabajo Social, vol. 18, 2005.
- (2005): "The Feminist Movement and Redefinition of Reality", en Elizabeth de Sotelo (ed.) New Women of Spain, Lit Verlag/ Münster y Nueva Jersey
- (2005): "Los feminismos en la historia: el restablecimiento de la genealogía", Isabel de Torres, Miradas desde la perspectiva de género, Madrid, Narcea.
- (2004): "Nuevos conflictos sociales, nuevas identidades sociales. La lucha por el reconocimiento", Revista Tabanque, n.º 18, pp. 11-30.
- (2004): "El sistema patriarcal y la revolución feminista", en J.J. Tamayo (ed.), El Cristianismo ante los grandes desafíos de nuestro tiempo, Valladolid, Universidad de Valladolid.
- (2004): "La situación de las mujeres en el espacio público", en Género y ciudadanía: un debate, ed. Adela García, Barcelona, Icaria.
- (2003): "El movimiento feminista y la construcción de marcos de interpretación: el caso de la violencia contra las mujeres", Revista Internacional de Sociología RIS, n.º 35, mayo-agosto de 2003, pp. 7-30.
- (2003): (coautora): "Dimensión simbólica y cultural de los Movimientos Sociales", en Mª J. Funes y R. Adell (eds.), Madrid, Movimientos Sociales, cambio social y participación, Madrid, UNED ediciones, pp. 133-162.*(2003): "O conflito Classe-Sexo-Gênero na Tradicao Socialista", en Fragmentos de Cultura, Brasil, Instituto de Filosofía y Teología de Goiás, vol. 13, n.º 3.
- (2002): "Hacia un nuevo Contrato Social: políticas de redefinición y políticas reivindicativas en la lucha feminista", en J.M Robles Morales (ed.): El reto de la participación, Madrid, Antonio Machado eds.
- (2001): "Aportaciones a una reconstrucción de la tradición utilitarista en el tema de la igualdad sexual", Telos, Revista Iberoamericana de Estudios Utilitaristas, vol. X, n.º 2.
- (1999): "La sociología olvidada", en 	Política y Sociedad, n.º 32.
- (1998): "La redefinición de lo público y lo privado", en Actas del V Congreso Estatal de Intervención Social, Madrid, Ministerio de Trabajo y Asuntos Sociales.
- (1998): (coautora): "Diversidad cultural y multiculturalismo", prólogo a La mutilación genital femenina y los derechos humanos, Madrid, Ed. Amnistía Internacional.